# The Back Room
The Back Room es el álbum del debut de la banda de indie rock británica Editors, publicado el 25 de julio de 2005. Entró en las listas de popularidad el 13 de julio de 2005. Fue nominado para el Premio de Mercurio 2006 y a partir de junio del 2007, ha vendido más de 500 000 copias en Reino Unido y más de 1 000 000 en todo el mundo.

## Lista de canciones
Todas las canciones escritas y compuestas por Ed Lay, Russell Leetch, Tom Smith, Chris Urbanowicz. 
| N.º     | Título                     | Duración |  |
| 1.      | «Lights»                   | 2:31     |  |
| 2.      | «Munich»                   | 3:46     |  |
| 3.      | «Blood»                    | 3:29     |  |
| 4.      | «Fall»                     | 5:06     |  |
| 5.      | «All Sparks»               | 3:33     |  |
| 6.      | «Camera»                   | 5:02     |  |
| 7.      | «Fingers in the Factories» | 4:14     |  |
| 8.      | «Bullets»                  | 3:09     |  |
| 9.      | «Someone Says»             | 3:13     |  |
| 10.     | «Open Your Arms»           | 6:00     |  |
| 11.     | «Distance»                 | 3:38     |  |
| 43 mins |                            |          |  |

| Bonus track disponible en iTunes |                |          |  |
| N.º                              | Título         | Duración |  |
| 12.                              | «French Disko» | 2:25     |  |

| Cuttings (UK Bonus Disc) |                                     |          |  |
| N.º                      | Título                              | Duración |  |
| 1.                       | «Let Your Good Heart Lead You Home» | 4:48     |  |
| 2.                       | «You Are Fading»                    | 4:30     |  |
| 3.                       | «Crawl Down the Wall»               | 3:34     |  |
| 4.                       | «Colours»                           | 3:51     |  |
| 5.                       | «Release»                           | 5:44     |  |
| 6.                       | «Forest Fire»                       | 3:00     |  |

| Festival Edition with Live DVD (Países Bajos y Alemania). Directo en Paradiso, Ámsterdam - 30 de enero de 2006 |                              |          |  |
| N.º | Título                       | Duración |  |
| 1. | «Lights»                     |          |  |
| 2. | «Blood»                      |          |  |
| 3. | «All Sparks»                 |          |  |
| 4. | «Fall»                       |          |  |
| 5. | «Bullets»                    |          |  |
| 6. | «Find Yourself a Safe Place» |          |  |
| 7. | «Camera»                     |          |  |
| 8. | «You Are Fading»             |          |  |
| 9. | «Munich»                     |          |  |
| 10. | «Open Your Arms»             |          |  |
| 11. | «Fingers in the Factories»   |          |  |

## Créditos
- Editors – Dirección artística, Diseño
- Jim Abbiss – Productor, Ingeniero de sonido
- Garret Lee – Productor, Ingeniero de sonido
- Gavin Monaghan – Productor, Ingeniero de sonido
- Loz Brazil – Ingeniero de sonido
- Ewan Davis – Ingeniero de sonido
- Andy Taylor – Ingeniero de sonido, Edición digital
- Cenzo Townshend – Mezclas
- Amy E. Bartell – Fotografía